# Quizu Yupanqui
Quizu Yupanqui o Quiso Yupangue fue un caudillo inca y general de Manco Inca. En 1536 lideró, junto con el capitán Allín Sonco Inca y varios curacas, el cerco de la ciudad de Lima durante la resistencia inca contra la conquista española. 

## Origen
Según el cronista incaico Felipe Guamán Poma de Ayala (1534-1615) menciona que Quizu Yupanqui era hijo menor de Túpac Yupanqui,  y de la hermana de Capac Apo Guaman Chahua, descendiente de los supuestos reyes yarovilcas. Otros cronistas lo mencionan como Titu Yupanqui.

## En la sierra central
Iniciada la rebelión inca, fue nombrado capitán general (apuquispay) del ejército de la sierra central, por Manco Inca y Vila Oma (sumo sacerdote inca). Salió de Tambo para atacar Lima y acabar con la recién fundada ciudad española, de manera simultánea al sitio del Cuzco.
En su avance hacia Lima, derrotó a cuatro expediciones de españoles, que partiendo de Lima iban en auxilio de la guarnición sitiada en el Cusco:
- La primera, que estaba al mando del capitán Gonzalo de Tapia, fue derrotada en Huaytará.
- La segunda, que estaba al mando del capitán Diego Pizarro, fue derrotada en Parcos.
- La tercera, al mando del capitán Juan de Mogrovejo y Quiñones, fue derrotada en el camino a Vilcashuamán.
- La cuarta, al mando del capitán Alonso de Gaete, fue derrotada en Jauja.

Todos los expedicionarios españoles, incluyendo sus indios auxiliares, fueron exterminados por Quizu Yupanqui. Solo se salvaron dos soldados españoles, quienes en su huida a la costa se tropezaron con el capitán y alcalde de Lima Francisco de Godoy, quien subía a la sierra al frente de una quinta expedición. Enterado de los hechos, Godoy ordenó el repliegue total de sus tropas a Lima (120 españoles y miles de aliados indígenas). En total, durante estas expediciones frustradas, los españoles perdieron casi 200 hombres y cuatro capitanes experimentados. Francisco Pizarro llegó a creer que los incas habían acabado con todos los españoles que se hallaban en el Cuzco, entre ellos sus hermanos Hernando, Gonzalo y Juan.
En premio a sus victorias, Manco Inca dio a Quizu Yupanqui como esposa a una ñusta de sangre imperial y le otorgó el privilegio de ir en andas o literas.
Luego de sus triunfos, y contando con la colaboración de capitanes como Illa Túpac, Páucar Huamán, Puyo Vilca, Allin Sonco Inca, entre otros, Quizu Yupanqui prosiguió su marcha hacia Lima, aunque perdió mucho tiempo reclutando gente en el valle de Jauja. Esto permitió que llegaran refuerzos desde el norte a Pizarro.

## Cerco de Lima
A mando de capitanes como Allín Sonco Inca y otros, además contando con cerca de 20.000 hombres, atacó Lima hacia agosto de 1536, pero fue muerto cuando entraba en las calles de la ciudad. A pesar de que Guaman Poma sostiene que el capitán Luis Ávalos de Ayala dio muerte de una lanzada a Yupanqui, documentos más antiguos identifican al soldado Pedro Martín de Sicilia como el autor de esta acción.
Otra versión asegura que Quizu Yupanqui recibió un disparo de arcabuz que le destrozó una pierna, retirándose así herido hacia la llanura de Bombón, en la sierra central. Allí, cerca a la laguna de Chinchaycocha, murió a consecuencia de sus heridas.
A la muerte de Quizu Yupanqui, las tropas incas se retiraron nuevamente a la sierra central, amenazando durante varios meses más a los españoles de Lima.